# Violetas imperiales
Violetas imperiales es una coproducción hispanofrancesa dirigida por Richard Pottier y estrenada el 12 de diciembre de 1952, protagonizada por Carmen Sevilla y Luis Mariano. Existen dos versiones anteriores anteriores de esta misma historia, protagonizadas ambas por Raquel Meller en 1923 (muda) y 1932 (cine sonoro).

## Argumento
Violeta Cortés Heredia (Carmen Sevilla) es una humilde gitana granadina que augura por azar tras leerle la mano a la joven Eugenia de Montijo (Simone Valère) que a esta le espera subir a un trono. Cuando Eugenia, tras su boda con Napoleón III se instala en París, no duda en contratar a Violeta como su asistenta privada. Allí la joven se enfrenta a los avances amorosos de Juan de Ayala (Luis Mariano), primo de la emperatriz. Tras oír una conversación entre Eugenia y su primo, Violeta se va llorando hasta el cenador y allí ve como asesinan a una traidora de la corte francesa que ha ayudado a un terrorista a planificar el asesinato de la emperatriz. Como Eugenia de Montijo no la cree, Violeta ocupa su lugar en el coche imperial y sufre ella el atentado. Cuando se está recuperando en el hospicio, Juan le pide matrimonio, pero Violeta le dice que va a volver a España y que,si de verdad la quiere, la buscará en la Alhambra. Finalmente Juan acude a la Alhambra donde se encuentra con Violeta y la película acaba con la boda de ambos en la catedral de Granada.

## «Inspiración» para Dalí
En 1938 el pintor Salvador Dalí dio el título Violetas imperiales a uno de sus cuadros surrealistas. Por cronología, hubo de referirse a alguna de las dos películas de Raquel Meller. Este cuadro fue adquirido en 2015 por la Fundación Gala-Salvador Dalí de Figueras.